# Cripta di San Nicola all'Annunziata
La cripta di San Nicola all'Annunziata, anticamente dedicata a Santa Maria de Olivara, è un'antica chiesa rupestre di Matera.

## Descrizione
La chiesa, completamente scavata nella roccia, è suddivisa in due navate intercomunicanti tramite tre arcate. Presenta elementi strutturali bizantini, quali, ad esempio l'iconostasi, ovvero un muretto divisorio tra il coro e l'aula.
L'apparato pittorico della parete destra è andato quasi completamente perduto a causa del dilavamento delle acque in seguito al crollo di parte del soffitto.